# يتون فورد (بيدفوردشير)
يتون فورد (بالإنجليزية: Eaton Ford)‏ هي قرية تقع في المملكة المتحدة في إنجلترا.